# Прилипче (зупинний пункт)
Прили́пче — пасажирський залізничний зупинний пункт Івано-Франківської дирекції Львівської залізниці на лінії Біла-Чортківська — Стефанешти між станціями Кострижівка (6 км) та Стефанешти (4 км).
Розташований у селі Прилипче Чернівецького району Чернівецької області.

## Пасажирське сполучення
На платформі Прилипче зупиняються приміські поїзди сполученням Коломия — Заліщики.